# Tom Metzger
Tom Metzger, né le 8 avril 1938 à Warsaw (Indiana) et mort le 4 novembre 2020 à Hemet (Californie) est un suprémaciste blanc et néonazi américain.
Vers 1974, il s'engage au sein du Ku Klux Klan (KKK), où il occupe le poste de Grand Dragon de Californie avant de créer sa propre faction dissidente. En 1982, il fonde la White American Political Association (WAPA), qui devient la White Aryan Resistance (WAR) en 1984. Cette organisation devient influente parmi les skinheads néonazis américains.
Metzger s'est également impliqué dans des élections, remportant notamment une primaire démocrate en Californie en 1980.
Son influence diminue considérablement après sa condamnation à 12,5 millions de dollars en 1990 pour incitation à la violence dans l'affaire du meurtre de Mulugeta Seraw (en).
Son idéologie combine le suprémacisme blanc avec des éléments à la fois libertariens et critiques du capitalisme, tout en prônant la stratégie du loup solitaire et la ségrégation raciale.

## Biographie

### Jeunesse et formation
Thomas Byron Linton Metzger naît le 8 avril 1938 à Warsaw. Élevé par sa mère Willodean Marie Richter et son beau-père Cloice Earl Metzger dans la foi luthérienne, il se passionne pour la radio amateur dès l'âge de 13 ans.
Après ses études secondaires, il s'engage dans l'armée en 1956 où il est formé comme technicien spécialisé dans les transmissions par faisceaux hertziens et stationné en Allemagne. De retour aux États-Unis en 1959, il travaille d'abord comme réparateur de télévisions avant de rejoindre Douglas Aircraft, où il participe au programme spatial américain. Il est marié à Kathleen Murphy, avec qui il a quatre enfants.

### Débuts politiques
En 1961, Tom Metzger s'installe à Los Angeles,. Il rejoint ensuite les Minutemen, qu'il abandonne également rapidement, les trouvant trop conventionnels. Il soutient la candidature présidentielle de Barry Goldwater en 1964 avant de rejoindre la John Birch Society en 1964, où il devient responsable de section. Il soutient Ronald Reagan pour le poste de gouverneur de Californie en 1966 puis la candidature présidentielle de George Wallace en 1968. Cette même année, il s'installe à Fallbrook (Californie). En 1970, il fonde la White Brotherhood, une organisation raciste. Il se convertit à la Christian Identity vers 1971 et quitte la John Birch Society en 1972.

### Engagement au sein du Ku Klux Klan

David Duke et des membres du KKK dans les années 1970.

Vers 1974, il rejoint le Ku Klux Klan dirigé par David Duke et occupe le poste de directeur de campagne de Duke lors de sa candidature au Sénat de l'État de Louisiane, où Duke obtient 33% des voix. Metzger est élu Grand Dragon de Californie en 1977.
Il s'investit particulièrement dans le recrutement de jeunes et crée le Klan Youth Corps, inspiré des Jeunesses hitlériennes, avec des uniformes noirs rappelant ceux de la police ou de la Gestapo plutôt que la tenue traditionnelle du KKK. Ce groupe accueille des Américains blancs protestants de 12 à 18 ans et Metzger le compare aux scouts, « mais en racistes ». Metzger brigue en 1978 le poste de superviseur du comté de San Diego et obtient 11 000 voix.
En raison de désaccords avec Duke qu'il juge trop modéré, il crée sa propre faction dissidente en 1979, les California Knights of the Ku Klux Klan, et devient ministre ordonné de la New Christian Crusade Church, une église du mouvement Christian Identity. En 1979, il organise la Border Watch, une patrouille armée contre l'immigration mexicaine.

### Carrière politique
En 1980, il remporte la primaire démocrate dans le 43e district de Californie avec 33 000 voix, mais est désavoué par le parti et perd largement l'élection générale. En 1982, il participe aux primaires démocrates pour le Sénat américain mais ne récolte que 75 313 voix (2,8%).

### White Aryan Resistance

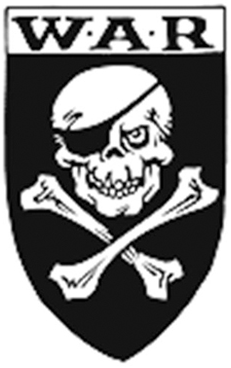
Logo de la WAR.

En 1982, il abandonne les California Knights of the KKK pour fonder la White American Political Association, avec laquelle il développe un réseau paramilitaire tout en modernisant son image pour diffuser ses idées racistes et antisémites. Tom Metzger transforme la WAPA en la White American Resistance en 1983, adoptant une position plus radicale contre le gouvernement américain et l'ordre établi qu'il perçoit comme hostile aux intérêts des Blancs. Il la renomme White Aryan Resistance l'année suivante.
Contrairement aux groupes d'extrême droite traditionnels vieillissants et ruraux de cette époque, la WAR vise à être dynamique, urbaine et, influencée par les contacts de Metzger avec le Front national britannique, elle vise également à attirer les jeunes skinheads aliénés de la classe ouvrière blanche des années Reagan. Metzger utilise stratégiquement le rock white power britannique comme outil de recrutement, et noue ainsi des liens avec Ian Stuart du groupe Skrewdriver et son réseau Blood and Honour.
Il crée l'organisation skinhead WAR Skins, qui suit le modèle de la leaderless resistance (en), Metzger fournissant une idéologie et des conseils tout en laissant aux skinheads une autonomie organisationnelle. La WAR entretient également des liens avec diverses autres bandes skinhead à travers les États-Unis. Metzger finance la production d'albums, de concerts et de festivals de musique suprémaciste blanche.
Selon des témoignages de skinheads néonazis et des rapports du FBI, Tom Metzger a organisé la WAR comme une « armée subculturelle » avec une structure paramilitaire dans laquelle des « lieutenants » sont établis dans plusieurs villes américaines, notamment San Diego (Californie), Oklahoma City, Tulsa (Oklahoma), Tampa (Floride) et Dallas. Ces lieutenants recrutent des skinheads et sont évalués en fonction de leurs actes violents contre des minorités. Selon le criminologue Mark S. Hamm, sans l'influence de Metzger, « les skinheads néonazis américains ne seraient jamais devenus plus que des groupes épars et éphémères ».
Metzger lance un magazine mensuel intitulé WAR d'après le nom de son organisation. Ce magazine diffuse un contenu ouvertement raciste, antisémite et violent, glorifiant les auteurs de violences raciales et utilisant un langage hautement offensant envers les minorités. WAR contient des bandes dessinées de style underground, des hommages à Adolf Hitler et Rudolf Hess, et fait la promotion de groupes de musique suprémacistes blancs comme Skrewdriver. Le magazine sert aussi de plateforme commerciale pour la vente de livres, vidéos et autres produits à caractère raciste.
En 1985, Metzger crée un bulletin board system appelé WAR Board. Cette plateforme permet aux skinheads, aux membres du Ku Klux Klan, aux néonazis et aux membres de groupes extrémistes comme les Nations aryennes et le Posse Comitatus de communiquer entre eux et d'échanger des contenus haineux. Il crée ensuite la ligne directe WAR Hotline, permettant de recevoir les dernières informations de la WAR.
En 1986, Tom Metzger lance une émission sur une chaîne de télévision locale intitulée Race and Reason, nom emprunté à un livre de Carleton Putnam (en) prônant la ségrégation raciale. L'émission s'étend rapidement à plusieurs grandes villes américaines comme San Francisco, Los Angeles, Phoenix, Las Vegas, Atlanta et Memphis dès 1987.
En mai 1987, Metzger prend le contrôle de l'Aryan Youth Movement (AYM), une organisation fondée en 1979 à Sacramento par Greg Withrow (en). À la suite de la défection de Withrow, le fils de Metzger, John, devient président de ce groupe.
En décembre 1988, Tom Metzger apparaît à l'Oprah Winfrey Show accompagné de deux skinheads néonazis. L'émission est marquée par des propos ouvertement racistes et antisémites. Metzger apparaît ensuite dans l'émission de Geraldo Rivera lors de laquelle un skinhead brise le nez du présentateur. Ces passages télévisés transforment Metzger en véritable célébrité du mouvement raciste américain et étendent son influence au-delà des cercles néonazis traditionnels,.

### Procès et déclin

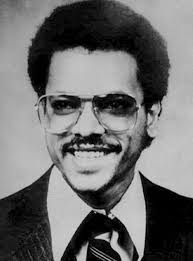
Mulugeta Seraw.

En 1990, il est poursuivi avec son fils John par le Southern Poverty Law Center (SPLC) et l'Anti-Defamation League pour avoir incité à la violence raciale, notamment liée au meurtre de Mulugeta Seraw (en), un Éthiopien tué à Portland en 1988 par des membres de la bande skinhead néonazie East Side White Pride. Lors du procès, des preuves montrent que Metzger avait établi des communications avec cette bande skinhead et leur avait fourni des instructions et des ressources pour encourager la violence contre les Noirs et les Juifs.
Le procès aboutit à une condamnation de 12,5 millions de dollars, ce qui affaiblit considérablement l'influence financière de la WAR. Il entraîne la saisie de sa boîte postale et l'obligation de céder 40% de ses revenus futurs. Metzger est ruiné financièrement et perd sa maison ainsi que son entreprise de réparation de téléviseurs. Selon le suprémaciste blanc Harold Covington, cette décision de justice aurait permis au SPLC d'accéder à toute la correspondance envoyée à la WAR. Cette condamnation suscite l'inquiétude de l'Union américaine pour les libertés civiles, qui craint un précédent dangereux pour la liberté d'expression et d'association.
En 1991, Metzger est aussi condamné à six mois de prison pour sa participation à l'édification d'une croix enflammée à Keagle Canyon (Californie) en 1983.
En 2009, Metzger quitte la Californie du Sud pour retourner dans l'Indiana et continue à gérer une petite entreprise de propagande,. Il tente sans succès de se présenter comme candidat indépendant au Congrès en 2010, ne recueillant que dix voix. Sur la fin de sa vie, il continue de publier ses idées racistes sur son site web. Lors d'une interview par e-mail au San Diego Union-Tribune en 2019, Metzger se montre critique envers le mouvement suprémaciste blanc contemporain, qu'il considère comme étant « contrôlé par des éléments conservateurs de droite ».

### Mort
Il meurt le 4 novembre 2020 à Hemet, des suites de la maladie de Parkinson.

## Prises de position et idéologie

### Positionnement politique
Il est positionné à l'extrême droite de l'échiquier politique et est d'idéologie suprémaciste blanche, séparatiste blanche et néonazie.
Influencé par la lettre d'information SIEGE de James Mason, il prône une position de type troisième voie qui combine une idéologie racialiste avec certaines idées généralement associées à la gauche. Ces dernières incluent des positions contre l'Accord de libre-échange nord-américain, une critique de l'implication de la CIA en Amérique centrale, un soutien au nationalisme portoricain, une opposition aux délocalisations d'emplois américains vers les pays du tiers monde, une critique des grandes entreprises et du capitalisme monopolistique. Il s'inspire de Eugene Debs et intègre des militants issus de l'extrême gauche à son organisation. Il s'identifie à l'aile strasseriste du Parti nazi.
Simultanément, il défend des positions libertariennes en matière gouvernementale, voyant l'État comme un instrument d'oppression et préconisant des gouvernements plus petits et moins d'impôts.

### Conceptions raciales et religieuses
Sa vision d'un État aryen est influencée par le darwinisme social, défendant l'idée d'une aristocratie naturelle basée sur le patrimoine racial et l'intelligence. Metzger favorise une méritocratie raciale sans barrières de classe, permettant aux Blancs de différentes origines sociales d'accéder à des positions de pouvoir.
Un temps membre du mouvement Christian Identity, il devient athée en 1980 puis rejette l'association entre religion et mouvement suprémaciste blanc. Vers 1986, Ben Klassen, fondateur du Creativity Movement, une organisation qui rejette toute croyance en des divinités surnaturelles pour vénérer la race blanche, tente de convaincre Metzger de prendre la direction de son organisation, car il admire sa capacité à obtenir une visibilité médiatique et à défendre la cause racialiste. John Metzger, fils de Tom Metzger, devient ministre ordonné du Creativity Movement à l'âge de 16 ans. Ben Klassen renonce finalement à faire de Tom Metzger son successeur, craignant que ce dernier ne cherche simplement à absorber le Creativity Movement dans la WAR.
En 1996, Metzger affirme que le mouvement Christian Identity est « totalement dépourvu de fondement historique » et qu'« il est impossible qu'un Aryen soit un Hébreu ou vice versa ». Il déclare que « si Tom Metzger a une religion, c'est la race. Point final ». Dans une déclaration de principe de la WAR, il soutient que « l'albatros du christianisme détruira certainement notre renaissance s'il n'est pas maîtrisé » et considère le christianisme et le judaïsme comme des mécanismes de contrôle occulte sur le peuple.

### Séparatisme blanc
En 1986, Tom Metzger, propose une carte de séparation territoriale des États-Unis inspirée des plans territoriaux de Robert Miles. Cette carte envisage un vaste « Bastion Américain Blanc » comprenant plusieurs États de l'Ouest américain (Washington, Oregon, Idaho, Montana, Wyoming, Nevada, Californie), des parties de l'Utah et de l'Arizona, ainsi que des territoires canadiens. Le plan de Metzger confine le gouvernement fédéral dans quelques États du Nord-Est, tandis que le centre du pays y est attribué à la Nation of Islam. Il préconise également l'application du séparatisme blanc à l'échelle internationale, soutenant la création de petits États raciaux qui seraient moins susceptibles de s'engager dans la course aux armements.
Malgré son racisme, Metzger a cherché des alliances avec des séparatistes noirs, notamment la Nation of Islam avec qui il partage le désir d'une séparation raciale. En septembre 1985, il fournit des informations à la Nation of Islam sur des militants juifs californiens et asssiste à un discours de Louis Farrakhan à Los Angeles. En juin 1993, il prend la parole lors d'un rassemblement de 200 membres du New Black Panther Party à Milwaukee.

### Prise de position sur le procès pour sédition de Fort Smith
Il adopte une position intransigeante lors du procès pour sédition de Fort Smith (en), qui vise plusieurs leaders suprémacistes blancs américains accusés de complot contre le gouvernement fédéral. Contrairement à Thom Robb qui défend uniquement Richard Butler, Robert Miles et Louis Beam en invoquant la liberté d'expression, Metzger soutient également les membres violents de The Order.

### Stratégies de militantisme
À la fin des années 1980, Metzger prend position en faveur de la stratégie du loup solitaire, abandonnant l'idée de mobiliser les masses blanches qu'il juge « cérébralement mortes ». Il préconise une approche révolutionnaire où des activistes clandestins, sans liens avec des organisations formelles, mèneraient des actions violentes — concept connu sous le nom de leaderless resistance (en), emprunté à la gauche et popularisé par Louis Beam au sein de l'extrême droite américaine. Contrairement à d'autres groupes d'extrême droite, Metzger soutient ouvertement Timothy McVeigh après l'attentat d'Oklahoma City en 1995 et exprime son admiration pour les attentats du 11 septembre 2001, considérant ces actes comme des modèles pour les « guerriers aryens ».

### Immigration
Lors de la campagne présidentielle de Patrick Buchanan en 1992, Metzger perturbe une opération médiatique de Buchanan à la frontière mexicaine. Alors que Buchanan tente de dénoncer l'immigration illégale, Metzger s'impose devant les caméras pour confronter le candidat républicain, l'accusant de complaisance envers les « riches républicains » qui profiteraient selon lui de la main-d'œuvre immigrée. Metzger propose ensuite sa propre solution radicale, qui serait de positionner la National Guard à la frontière avec ordre de tirer à vue.

### Avortement
Concernant la question de l'avortement, Tom Metzger adopte une position distincte des militants qui s'opposent à l'avortement pour des raisons religieuses. Il considère cette question sous l'angle racial, affirmant que « presque tous les médecins pratiquant l'avortement sont juifs » et que « l'avortement rapporte de l'argent aux Juifs », tout en prétendant que « presque toutes les infirmières pratiquant l'avortement sont lesbiennes ».
Il s'inquiète uniquement des avortements pratiqués sur des femmes blanches, soutenant en revanche l'avortement pour les populations non-blanches. Il va jusqu'à proposer que, si l'avortement venait à être reconnu comme un meurtre, les médecins juifs et les infirmières lesbiennes devraient être « pendus avec des fils de piano pour l'holocauste de vingt millions de bébés blancs ».

### Défense
Metzger s'oppose fermement aux guerres américaines, affirmant qu'aucune guerre moderne n'a « promu le bien-être général de la race blanche ». Il considère la guerre froide comme une imposture qui dilapide les richesses de la nation, et s'oppose à l'hostilité envers l'Union soviétique, arguant qu'une guerre nucléaire détruirait l'hémisphère nord, « patrie ancestrale du peuple caucasien » et qu'une grande partie des Russes sont blancs.

## Liens avec The Order
Tom Metzger entretient entre 1984 et 1985 des liens étroits avec le groupe néonazi The Order, responsable du vol historique de 3,8 millions de dollars d'un fourgon blindé près d'Ukiah, Californie, le 19 juillet 1984. Robert Mathews, leader de The Order mort en décembre 1984, désigne Metzger sous le nom de code « Bear » dans son manifeste final, le nommant ainsi porteur du flambeau du groupe. Selon le témoignage rétracté de Bruce Carroll Pierce, l'un des principaux membres de The Order condamné à 100 ans de prison pour ce vol, Metzger aurait reçu environ 250 000 dollars provenant du braquage,, tandis que le John Brown Anti-Klan Committee suggère que Metzger aurait pu percevoir jusqu'à 1 million de dollars. Ces fonds auraient servi à financer ses projets politiques. Cependant, cette allégation est contestée par Metzger et n'a jamais pu être prouvée par le FBI.